# Vallio Terme
Vallio Terme (lombardul: Vài) település Olaszországban, Lombardia régióban, Brescia megyében. Lakosainak száma 1402 fő (2023. január 1.). Vallio Terme Caino, Odolo, Paitone, Sabbio Chiese, Serle, Agnosine és Gavardo községekkel határos.

## Népesség
A település lakossága az elmúlt években az alábbi módon változott:
| Lakosok száma | 1392 | 1408 | 1402 |
|               | 2017 | 2018 | 2023 |